# Сербсько-лужицькі відносини

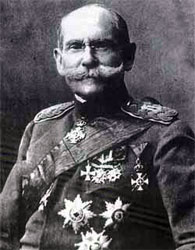
Павле Юришич Штурм був сербським генералом сорбського походження

Серби, південнослов'янський народ, та сорби, західнослов'янський народ, за теоріями, могли мати спільне походження до періоду великого переселення народів через їх етнонім (серби, срби, серби).

## Етнологія
Серби називають себе сербами, сорби (серб. Lužički Srbi) — сербами або сербами. Сорби використовують термін «південні сорби» (Južni Serbja) для позначення сербів
Дві етнічні групи можуть мати спільний етнонім через те, що вони були єдиною етнічною групою до VI століття.
Генетичне дослідження сорбів показало, що вони мають найбільшу спорідненість з поляками, в той час як результати були порівняні з Сербією і Чорногорією через історичні гіпотези, які показали, що «Сорби найбільше відрізняються від сербів і чорногорців, що, ймовірно, відображає значну географічну відстань між двома популяціями».

## Історія

### Середньовіччя
Згідно з «De Administrando Imperio» імператора Костянтина VII (950-ті роки), сербський князь (відомий в історіографії як Невідомий Архонт або Сербський Архонт) привів сербів з їхньої батьківщини, Білої Сербії, на Балкани за часів правління візантійського імператора Іраклія (610—641 рр.). У праці стверджується, що він був родоначальником першої сербської династії (відомої як Властимировичі), і що він помер ще до розселення болгар (680).
Згідно з німецьким істориком Людвігом Альбрехтом Гебхарді (1735—1802), сербський архонт був сином Дервана, який був герцогом (dux) Сурбі, на схід від Заале Цю теорію підтримував Мілош Мілоєвіча Реля Новаковіч включив можливість того, що вони були родичами, у свою роботу.

### Сучасність
Під час Першої світової війни одним з найважливіших командирів сербської армії був Павло Юришич Штурм, сербський генерал, який, згідно з сербськими джерелами, мав сербське походження проте в жодних сербських джерелах він не згадується. У 1944 році в Сербії було вбито сорбського письменника Юрія Хежку, який, як повідомляється, прямував до югославських партизанів Він запровадив сучасну поезію в сербській літературі.

## Сербохорватські твори про лужицьких сербів
- Mitar S. Vlahović (1930). Lužički Srbi i njihova domovina. Društvo prijatelja Lužičkih Srba u Beogradu.
- Mićo M. Cvijetić (1995). Lužički srbi i Jugosloveni: uzajamne literarne veze u periodici za književnost, nauku i kulturu : 1840-1918. Matica srpska.
- Josip Milaković (1920). Lužički Srbi: predavanje u društvu za narodno prosjvećivanje. Zemaljska Štamparija.
- Novak, Viktor (1927). Lužički Srbi u prošlosti i sadašnjosti.
- Lužički srbi i njihov vođa, Dr. Arnošt Muka. Društvo prijatelja lužičkih srba. 1929.